# Oraovac (Serbia)
Oraovac (cyr. Ораовац) – wieś w Serbii, w okręgu zlatiborskim, w gminie Prijepolje. W 2011 roku liczyła 254 mieszkańców.